# Lust for Life (album của Lana Del Rey)
Lust for Life (Khát vọng sống) là album phòng thu thứ năm và sản phẩm thu âm thứ tư thuộc hãng đĩa lớn của ca sĩ người Mỹ Lana Del Rey, phát hành ngày 21 tháng 7 năm 2017. Đĩa đơn chính, Love phát hành toàn cầu vào ngày 18 tháng 2 năm 2017, và tựa đề album được công bố ngày 29 tháng 3 năm 2017 thông qua một trailer trên một kênh Vevo chính thức của Del Rey trên Youtube. Bài hát mang tựa đề album có góp giọng của ca sĩ người Canada The Weeknd, là đĩa đơn thứ hai được phát hành ngày 19 tháng 4. Album cũng có một số khách mời góp giọng từ ASAP Rocky, Stevie Nicks, Sean Lennon và Playboi Carti.
Tại lễ trao giải Grammy lần thứ 60, Lust for Life đã giành một đề cử giải Grammy ở hạng mục Album giọng pop xuất sắc nhất. Đây cũng là đề cử thứ hai của Del Rey ở hạng mục này.

## Bối cảnh và phát hành
Lana Del Rey lần đầu bàn luận về album kế tiếp của cô sau Honeymoon trong một buổi phỏng vấn với tạp chí NME vào tháng 12 năm 2015. Khi được hỏi về nơi sáng tác album và thời gian nó phát hành, cô trả lời, "Tôi có những suy nghĩ đầu tiên về thứ tôi muốn làm với nó. Hãng đĩa của tôi, Interscope khá linh động và để mở cho sản phẩm của tôi phát hành bất cứ lúc nào, vì vậy tôi không có áp lực đó. Tôi chỉ hạnh phúc khi có thể tiếp tục sáng tác thứ âm nhạc mà tôi có thể đứng đằng sau. Đối với tôi đó là đủ rồi."
Ngày 18 tháng 2 năm 2017, đĩa đơn chính của album là "Love" được phát hành. Ngày 18 tháng 4, trong buổi phỏng vấn với Courtney Love cho tờ Dazed, Del Rey xác nhận sẽ lần lượt hợp tác với The Weeknd cho ca khúc "Lust for Life" và hợp tác với Sean Lennon cho ca khúc "Tomorrow Never Came". Cô cũng xác nhận làm việc với Max Martin cho track chủ đề, lấy cảm hứng từ âm nhạc của The Shangri-Las. Một bài hát khác hợp tác với Stevie Nicks là "Beautiful People, Beautiful Problems" cũng được xác nhận góp mặt trong album.

## Đánh giá chuyên môn
| Đánh giá chuyên môn  | Đánh giá chuyên môn |
| Điểm trung bình      | Điểm trung bình     |
| Nguồn                | Đánh giá            |
| -------------------- | ------------------- |
| AnyDecentMusic?      | 7.2/10              |
| Metacritic           | 77/100              |
| Nguồn đánh giá       |                     |
| Nguồn                | Đánh giá            |
| AllMusic             | [ 14 ]              |
| The A.V. Club        | B                   |
| Consequence of Sound | B−                  |
| The Daily Telegraph  | [ 17 ]              |
| The Guardian         | [ 18 ]              |
| The Independent      | [ 19 ]              |
| Paste                | 8.3/10              |
| Pitchfork            | 7.7/10              |
| Rolling Stone        | [ 22 ]              |
| Slant Magazine       | [ 23 ]              |

Trên Metacritic, dựa trên phép tính điểm trung bình cộng trên thang điểm 100 cho đến những bài đánh giá từ các ấn phẩm chính, album nhận được số điểm trung bình, album nhận được 77 điểm, dựa trên 26 bài đánh giá.

### Giải thưởng
| Ấn phẩm          | Giải thưởng                           | Xếp hạng | chú thích |
| ---------------- | ------------------------------------- | -------- | --------- |
| Billboard        | 50 album hay nhất năm 2017            | 48       | [ 24 ]    |
| Complex          | Top 50 Album của năm 2017             | 46       | [ 25 ]    |
| Cosmopolitan     | Album hay nhất năm 2017               | 9        | [ 26 ]    |
| Crack Magazine   | Top 100 album của 2017                | 2        | [ 27 ]    |
| Drowned in Sound | Album yêu thích của năm 2017          | 69       | [ 28 ]    |
| The Independent  | 30 album hay nhất năm 2017            | 21       | [ 29 ]    |
| NME              | Album của năm                         | 8        | [ 30 ]    |
| Noisey           | 100 album hay nhất năm 2017           | 19       | [ 31 ]    |
| Pitchfork        | 50 album hay nhất năm 2017            | 32       | [ 32 ]    |
| Pitchfork        | 20 album Pop và R&B hay nhất năm 2017 | 8        | [ 33 ]    |
| PopMatters       | 60 album hay nhất năm 2017            | 53       | [ 34 ]    |
| Rolling Stone    | 50 album hay nhất năm 2017            | 26       | [ 35 ]    |
| Rolling Stone    | 20 album pop hay nhất năm 2017        | 7        | [ 36 ]    |

## Danh sách bài hát
| STT              | Nhan đề                                                           | Sáng tác                                                                                                  | Nhà sản xuất                                          | Thời lượng |
| ---------------- | ----------------------------------------------------------------- | --- | ----------------------------------------------------- | ---------- |
| 1.               | "Love"                                                            | Lana Del Rey Rick Nowels Benjamin Levin Emile Haynie                                                      | Del Rey Nowels Haynie Benny Blanco Kieron Menzies [a] | 4:32       |
| 2.               | "Lust for Life" (góp giọng từ The Weeknd)                         | Del Rey Nowels Abel Tesfaye Max Martin                                                                    | Del Rey Nowels Menzies Dean Reid Martin [a]           | 4:24       |
| 3.               | "13 Beaches"                                                      | Del Rey Nowels                                                                                            | Del Rey Nowels Menzies Reid Mighty Mike [a]           | 4:55       |
| 4.               | "Cherry"                                                          | Del Rey Tim Larcombe                                                                                      | Del Rey Nowels Larcombe Reid Menzies [a]              | 3:00       |
| 5.               | "White Mustang"                                                   | Del Rey Nowels                                                                                            | Del Rey Nowels Menzies Reid                           | 2:44       |
| 6.               | "Summer Bummer" (góp giọng ASAP Rocky và Playboi Carti)           | Del Rey Matthew Samuels Rakim Mayers Jordan Carter Tyler Williams Jahaan Sweet Andrew Joseph Gradwohl Jr. | Boi-1da Sweet Nowels [a]                              | 4:20       |
| 7.               | "Groupie Love" (góp giọng từ ASAP Rocky)                          | Del Rey Nowels Mayers                                                                                     | Del Rey Nowels Menzies Reid                           | 4:24       |
| 8.               | "In My Feelings"                                                  | Del Rey Nowels                                                                                            | Del Rey Nowels Menzies Reid                           | 3:58       |
| 9.               | "Coachella – Woodstock in My Mind"                                | Del Rey Nowels                                                                                            | Del Rey Nowels Menzies Reid                           | 4:18       |
| 10.              | "God Bless America – and All the Beautiful Women in It"           | Del Rey Nowels                                                                                            | Nowels Menzies Reid Metro Boomin Del Rey [a]          | 4:36       |
| 11.              | "When the World Was at War We Kept Dancing"                       | Del Rey Nowels Reid                                                                                       | Del Rey Nowels Menzies Reid                           | 4:35       |
| 12.              | "Beautiful People Beautiful Problems" (góp giọng từ Stevie Nicks) | Del Rey Nowels Justin Parker Nicks                                                                        | Del Rey Nowels Menzies Reid                           | 4:13       |
| 13.              | "Tomorrow Never Came" (góp giọng từ Sean Ono Lennon)              | Del Rey Lennon Nowels                                                                                     | Del Rey Nowels Lennon                                 | 5:07       |
| 14.              | "Heroin"                                                          | Del Rey Nowels                                                                                            | Del Rey Nowels Menzies Reid Mighty Mike [a]           | 5:55       |
| 15.              | "Change"                                                          | Del Rey Nowels                                                                                            | Del Rey Nowels Menzies                                | 5:21       |
| 16.              | "Get Free"                                                        | Del Rey Nowels Menzies                                                                                    | Del Rey Nowels Menzies Reid                           | 5:34       |
| Tổng thời lượng: | Tổng thời lượng:                                                  | Tổng thời lượng:                                                                                          | Tổng thời lượng:                                      | 71:56      |

Ghi chú
- ^[a]  chỉ nhà sản xuất bổ sung
- "13 Beaches" chứa một đoạn âm thanh từ bộ phim Carnival of Souls biểu diễn bởi Candace Hilligoss[37]

## Xếp hạng
| Bảng xếp hạng (2017)                     | Vị tri cao nhất |
| ---------------------------------------- | --------------- |
| Album Úc (ARIA)                          | 1               |
| Album Áo (Ö3 Austria)                    | 5               |
| Album Bỉ (Ultratop Vlaanderen)           | 4               |
| Album Bỉ (Ultratop Wallonie)             | 2               |
| Album Canada (Billboard)                 | 1               |
| Album Quốc tế Croatia (HDU)              | 1               |
| Album Cộng hòa Séc (ČNS IFPI)            | 2               |
| Album Đan Mạch (Hitlisten)               | 5               |
| Album Hà Lan (Album Top 100)             | 6               |
| Album Phần Lan (Suomen virallinen lista) | 3               |
| Album Pháp (SNEP)                        | 3               |
| Album Đức (Offizielle Top 100)           | 8               |
| Greek Albums (IFPI)                      | 5               |
| Album Hungaria (MAHASZ)                  | 18              |
| Album Ireland (IRMA)                     | 2               |
| Album Ý (FIMI)                           | 6               |
| Mexican Albums (AMPROFON)                | 1               |
| Album New Zealand (RMNZ)                 | 2               |
| Album Na Uy (VG-lista)                   | 1               |
| Album Ba Lan (ZPAV)                      | 2               |
| Album Bồ Đào Nha (AFP)                   | 1               |
| Album Scotland (OCC)                     | 1               |
| Spanish Albums (PROMUSICAE)              | 1               |
| Swedish Albums (Sverigetopplistan)       | 1               |
| Album Thụy Sĩ (Schweizer Hitparade)      | 2               |
| Album Anh Quốc (OCC)                     | 1               |
| Album Hoa Kỳ Billboard 200               | 1               |
| Album Hoa Kỳ Top Alternative (Billboard) | 1               |
| Album Hoa Kỳ Vinyl (Billboard)           | 20              |

| Bảng xếp hạng (2017)               | Vị trí |
| ---------------------------------- | ------ |
| Australian Albums (ARIA)           | 87     |
| Belgian Albums (Ultratop Flanders) | 75     |
| Belgian Albums (Ultratop Wallonia) | 196    |
| Mexican Albums (AMPROFON)          | 54     |
| Polish Albums (ZPAV)               | 78     |
| Swedish Albums (Sverigetopplistan) | 92     |
| Swiss Albums (Schweizer Hitparade) | 93     |
| UK Albums (OCC)                    | 100    |
| US Billboard 200                   | 142    |

## Chứng nhận
| Quốc gia                                                                           | Chứng nhận | Số đơn vị/doanh số chứng nhận |
| ---------------------------------------------------------------------------------- | ---------- | ----------------------------- |
| Ba Lan (ZPAV)                                                                      | Vàng       | 10.000‡                       |
| Anh Quốc (BPI)                                                                     | Bạc        | 60.000‡                       |
| * Chứng nhận dựa theo doanh số tiêu thụ. ^ Chứng nhận dựa theo doanh số nhập hàng. |            |                               |